# گرلیتز
گرلیتز (به آلمانی: Görlitz) شرقی ترین شهر آلمان و بزرگترین شهر در ناحیه تاریخی لوساتیای بالا با جمعیت ۵۶۰۰۰ نفر است که در ایالت زاکسن در کنار رود نایسه غربی جای دارد. این رود بخشی از مرز آلمان و لهستان پس از جنگ جهانی دوم است و در سوی دیگر آن شهر ازگوژلتس لهستان قرار دارد که تا پیش از سال ۱۹۴۵ بخش شرقی شهر گرلیتز آلمان را تشکیل می‌داد. مردم گرلیتز آلمانی‌زبان هستند اما در غرب گرلیتز مناطقی از لوساتیا واقع شده که سوربی‌زبان هستند.
تاریخ مکتوب گرلیتز از قرن یازدهم میلادی به عنوان بخشی از آلمان آغاز می‌گردد. از آن زمان تا کنون این شهر چند بار مورد حمله لهستانی‌ها، چک‌ها و مجارها قرار گرفته و میان قلمروهای مختلف دست به دست شده است. از سال ۱۸۱۵ تا سال ۱۹۱۸، گرلیتز به ایالت سیلزیا در پادشاهی پروس تعلق داشت و سپس تا سال ۱۹۴۵ بخشی از استان سیلزیای پایین در ایالت آزاد پروس گردید. پس از سال ۱۹۴۵، با تعیین مرز جدید میان آلمان و لهستان، بخش عمده منطقه سیلزیا ضمیمه لهستان شد اما بخش کوچکی از آن در غرب رود نایسه که شامل گرلیتز بود، بخشی از خاک آلمان باقی‌مانده و به ایالت زاکسن در آلمان شرقی پیوست.
اگرچه گرلیتز امروزه بخشی از ایالت زاکسن محسوب می‌شود اما به لحاظ تاریخی و فرهنگی بخشی از سیلزیا می‌باشد؛ از این روی یک موزه سیلزیایی در این شهر واقع شده است و غذاهای سنتی سیلزیایی از جمله هیملرایش سیلزیایی در این شهر سرو می‌شود. مردم گرلیتز به گویش آلمانی لوساتیایی شرقی صحبت میکنند که با گویش ساکسونی مناطق دیگر زاکسن به ویژه لایپزیگ و درسدن متفاوت است. میراث معماری گرلیتز غنی بوده و از تخریب‌های جنگ جهانی دوم در امان مانده است و بدین سبب بسیاری از مناطق شهر مورد علاقه فیلم‌سازان است.

## نگارخانه

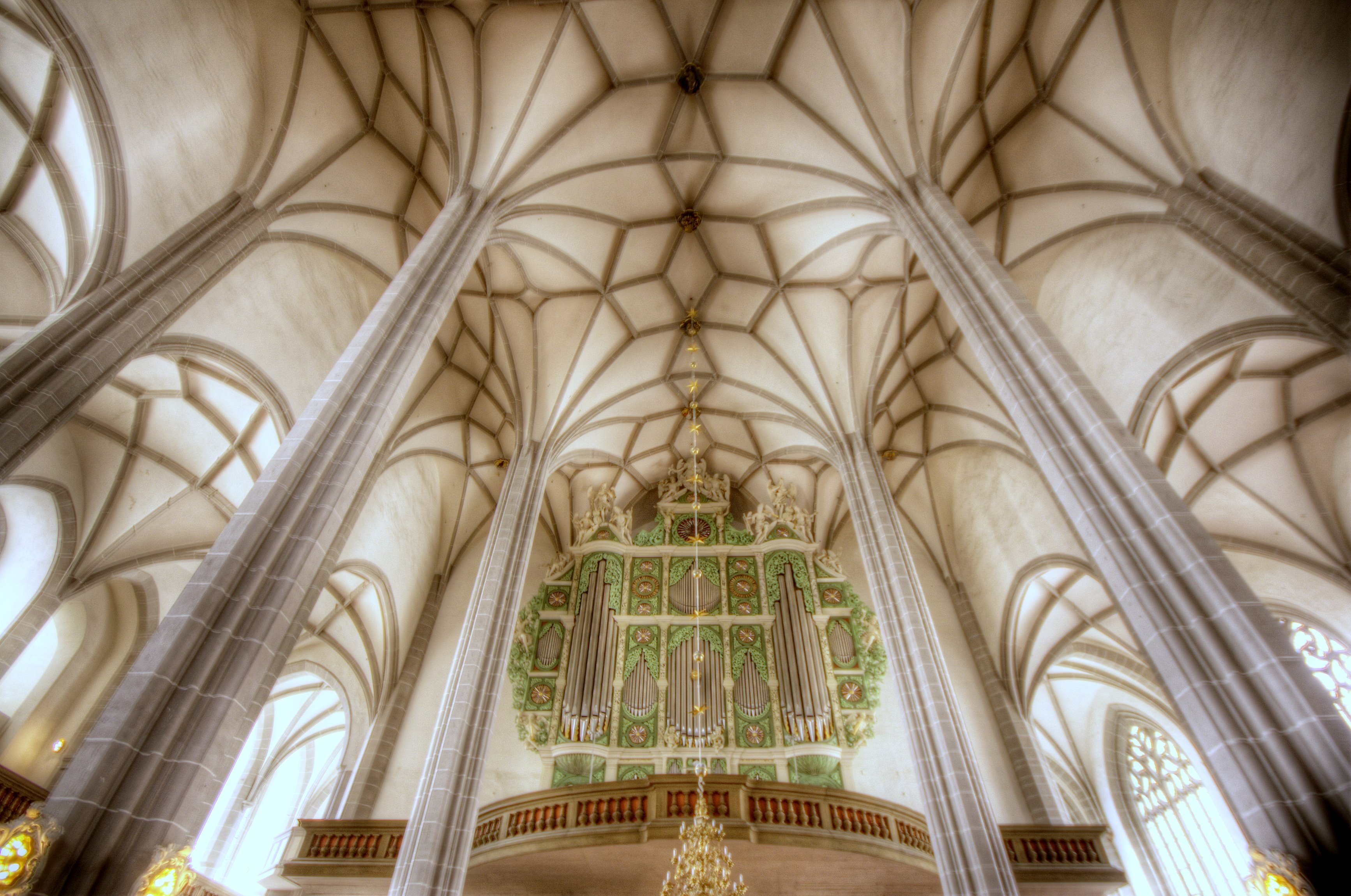
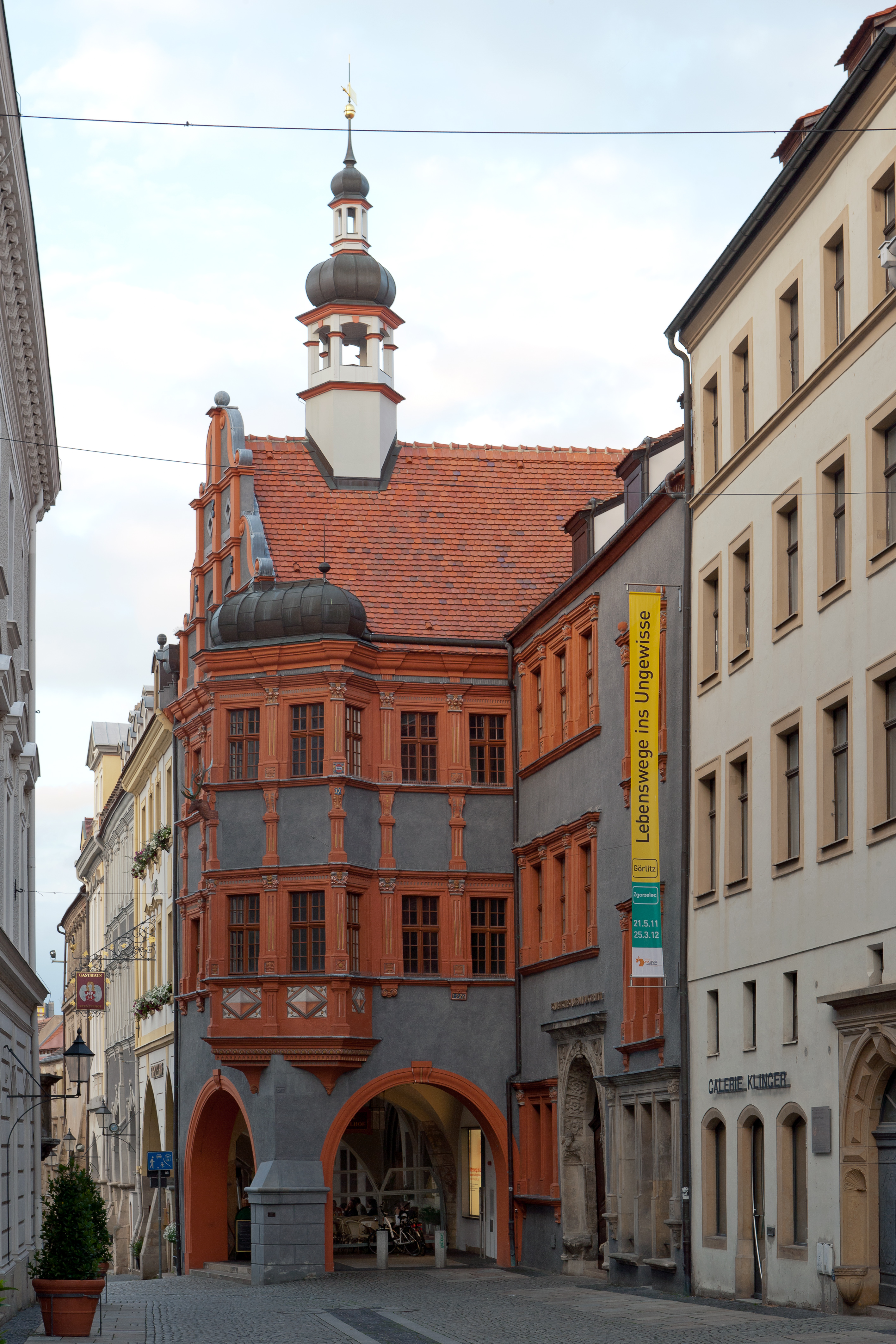
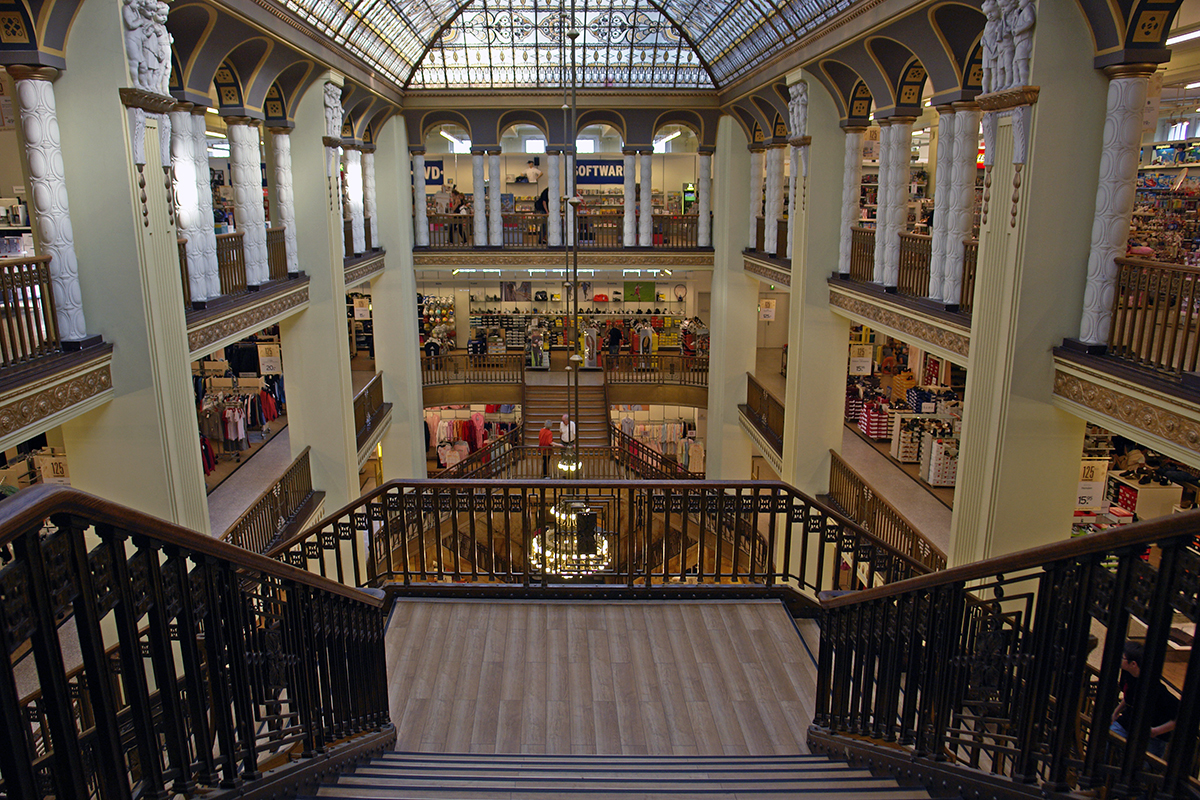
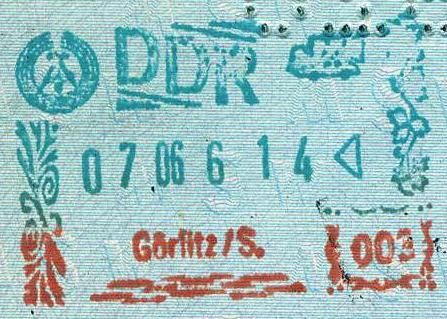
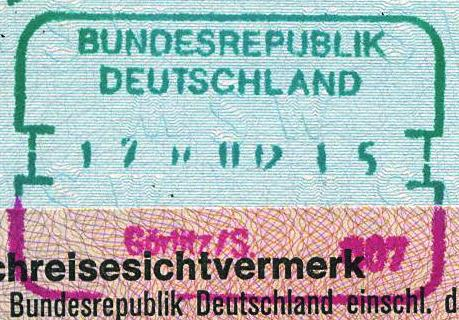